# Liliana (Granados)
Liliana és un poema líric en un acte i tres quadres, amb música d'Enric Granados sobre un poema d'Apel·les Mestres, estrenada el 9 de juliol de 1911 al Palau Municipal de les Belles Arts, amb motiu de la VI Exposició Internacional d'Art, celebrada a Barcelona, sota la direcció de Jaume Pahissa, la direcció artística de Josep Santpere i la coreografia va ser dirigida per Paula Pamies.

## Història
Apel·les Mestres havia publicat el seu poema Liliana el 1907, dedicat a la seva esposa Laura Radénez. Anys més tard, Mestres va adaptar el seu poema per a l'escena i l'Enric Granados va musicar l'obra. L'obra està basada en la novel·la Undine de Friedrich de la Motte Fouqué, publicada l'any 1811, una obra que va inspirar altres llibres i composicions musicals, com ara l'òpera Undina de Piotr Ilitx Txaikovski, l'òpera Undine d'Albert Lortzing i l'òpera Rusalka d'Antonín Dvořák.
Apel·les Mestres va adaptar el seu poema per a l'escena el maig de 1911, completant el llibret el dia 30 d'aquest mes. Va ser també l'autor del vestuari dels personatges, confeccionat a partir dels seus dibuixos. Els decorats van ser dissenyats per Miquel Moragas, Maurici Vilomara i Salvador Alarma. No es tracta d'una obra classificable com a òpera o sarsuela, ni com equivalents més propis de les obres líriques catalanes, com les rondalles. Es tracta d'una escenificació del poema d'Apel·les Mestres amb personatges que canten i d'altres que només actuen. Les cròniques de l'estrena van destacar que el poema de 1907 podia haver quedat deslluït per l'adaptació necessària per a la posada en escena, tot reconeixent el mèrit de la música de Granados i tots van coincidir que les actuacions no havien sigut prou bones. Alguns van trobar a faltar referències a la música popular catalana en la partitura de Granados. Altres van trobar que ni l'acústica del local era l'adient ni el fet de fer servir l'orgue de la sala va facilitar que s'escoltessin correctament les veus dels cantants.
La revista La Esquella de la Torratxa va informar que Apel·les Mestres havia tingut l'oportunitat, amb l'estrena de Liliana, de sortir a escena a rebre els aplaudiments del públic per primer cop en la seva vida.
El manuscrit de l'obra va ser trobat a París l'any 1990 pel musicòleg Mark Larrad, juntament amb els d'altres obres de Granados (Miel de la Alcarria, Petrarca, Picarol i Gaziel), a la seu de l'editorial francesa Salabert.
La Biblioteca de Catalunya conserva el llibret de l'òpera, així com el llibre de poemes d'Apel·les Mestres de 1907
Una de les peces de l'obra va ser estrenada com a peça de concert l'any 1915, amb el títol de Cançó de Gener. La primera audició la va fer la cantant Conxita Badia.

## Argument
Resum: Liliana és una fada captivadora que vol oferir el seu cor. No li dona ni al galant que li ofereix un ric mantell, ni al que li ofereix un preciós brillant, ni al que li ofereix el seu cor. Li donarà a Flor-de-Lli.

### Quadre I
Surt Liliana vestida amb fulles i amb la cabellera rossa. Els tres gnoms s'enamoren de Liliana i volen oferir-li un present. Flok, el prudent, li du diamants i pedres fines, agafats de les entranyes de la Terra. Mik, l'atrevit, le ofereix tota mena de flors. Puk, somniador i romàntic, com no ha trobat res per oferir a Liliana, li du el seu cor i li porta granotes que cantaran juntament amb ell la cançó Salve, salve, salve, Liliana.

### Quadre II
Gorg on viu Liliana.
Flok, Mik i Puk viuen amb neguit des que van conèixer la Liliana. Senten la Liliana, rient dels tres gnoms, menuts de cos i de llargues barbes.

### Quadre III
Al bosc.
Flor-de-Lli, el rei dels silfs, meitat flor i meitat libèl·lula, ve del pla cercant la Liliana. Parlen i Flor-de-Lli enamora a Liliana, a la porta amb ell, lluny dels gnoms i del seu gorg. Els gnoms no podran seguir la Liliana, perquè no poden viure lluny del seu món. L'amor triomfa així sobre les preocupacions mundanes.